# Sjenožeta
Sjenožeta este un sat din comuna Andrijevica, Muntenegru. Conform datelor de la recensământul din 2003, localitatea are 95 de locuitori (la recensământul din 1991 erau 120 de locuitori).

## Demografie
În satul Sjenožeta locuiesc 77 de persoane adulte, iar vârsta medie a populației este de 42,8 de ani (45,0 la bărbați și 41,3 la femei). În localitate sunt 31 de gospodării, iar numărul mediu de membri în gospodărie este de 3,06.
|  |

| Demografie | Demografie | Demografie |
| An         | Locuitori  | Locuitori  |
| ---------- | ---------- | ---------- |
|            |            |            |
|            |            |            |
|            |            |            |
|            |            |            |
| 1948       | 186        |            |
| 1953       | 229        |            |
| 1961       | 214        |            |
| 1971       | 178        |            |
| 1981       | 151        |            |
| 1991       | 120        | 116        |
| 2003       | 121        | 95         |

| \| Componența etnică conform recensământului din 2003[2] \| Componența etnică conform recensământului din 2003[2] \| Componența etnică conform recensământului din 2003[2] \| Componența etnică conform recensământului din 2003[2] \| Componența etnică conform recensământului din 2003[2] \| \| ----------------------------------------------------- \| ----------------------------------------------------- \| ----------------------------------------------------- \| ----------------------------------------------------- \| ----------------------------------------------------- \| \| \| \| \| \| \| \| Sârbi \| Sârbi \| \| 79 \| 83,15% \| \| Muntenegreni \| Muntenegreni \| \| 11 \| 11,57% \| \| necunoscută \| necunoscută \| \| 3 \| 3,15% \| |              |  |    |        |
| Componența etnică conform recensământului din 2003 |              |  |    |        |
| |              |  |    |        |
| Sârbi | Sârbi        |  | 79 | 83,15% |
| Muntenegreni | Muntenegreni |  | 11 | 11,57% |
| necunoscută | necunoscută  |  | 3  | 3,15%  |